# Нерусса (станция)
Неру́сса — железнодорожная станция (населённый пункт) в составе Холмечского сельского поселения Суземского района Брянской области.

## География
Расположен на линии Навля — Суземка.

## История
Возник при строительстве железнодорожного разъезда. В посёлке имеются начальная школа, охотхозяйство.
| 2013 |
| ---- |
| 160  |